# 拉埃巴雷利
拉埃巴雷利（Rae Bareli），是印度北方邦Rae Bareli县的一个城镇。总人口169285（2001年）。

## 人口
该地2001年总人口169285人，其中男性88961人，女性80324人；0—6岁人口20601人，其中男10883人，女9718人；识字率68.75%，其中男性为74.07%，女性为62.85%。